# Красноармейский (Адыгея)
Красноармейский (адыг. Дзэплъыжь) — хутор в Тахтамукайском муниципальном районе Республики Адыгея России. Входит в состав Шенджийского сельского поселения.

## Население
| 2002 | 2010 | 2013 | 2014 | 2015 | 2016 | 2017 |
| ---- | ---- | ---- | ---- | ---- | ---- | ---- |
| 43   | ↗52  | →52  | ↘49  | ↗50  | ↘49  | →49  |
| 2018 | 2019 | 2020 | 2021 | 2023 | 2024 |      |
| ↘46  | ↘44  | ↗47  | ↘39  | ↗44  | ↗51  |      |

По данным Всероссийской переписи населения 2021 года:
| Народ   | Численность, чел. | Доля от всего населения, % |
| ------- | ----------------- | -------------------------- |
| русские | 23                | 58,98 %                    |
| лакцы   | 13                | 33,33 %                    |
| адыги   | 3                 | 7,69 %                     |
| всего   | 39                | 100,0 %                    |

## Улицы
- ул. Ворошилова